# Ferias de consumibles de impresión
Ferias de consumibles de impresión son ferias donde empresas de la industria de los consumibles de impresión pueden exponer y mostrar sus últimos productos y servicios, y examinar las últimas tendencias de mercado y nuevas oportunidades.
Entre los productos que se pueden encontrar están: cintas, cartuchos de tinta, cartuchos de tóner; componentes como tinta, tóner, chips, tambores OPC, rodillos magnéticos, doctor blades, equipamiento de testado, papel especializado, componentes de impresoras y fotocopiadoras, tecnología, software, sistemas informáticos, formación y medios relacionados con la industria de los consumibles de impresión.

## Lista de las ferias más importantes
Lista revisada el 20 de junio de 2012.
| Nombre del evento      | Fechas                          | Ciudad                          | Expositores        | Visitantes    | Superficie     |
| ---------------------- | ------------------------------- | ------------------------------- | ------------------ | ------------- | -------------- |
| CIFEX-RemaxAsia Expo   | Sept 24-26, 2012                | Zhuhai, República Popular China | 422 en 2011        | 9.893 en 2011 | 30.000 in 2011 |
| Paperworld Middle East | Marzo 6-8, 2012                 | Dubái, Emiratos Árabes Unidos   | 239 in 2012        | 5,501 in 2012 | 13,428 in 2012 |
| ReIndia Expo           | Marzo22-24, 2012                | Bombay, India                   |                    |               |                |
| ITEX                   | Abril 18-19, 2012               | Las Vegas, Estados Unidos       | Más de 130 en 2012 |               |                |
| ReciclaMais Expo       | 30 de mayo - 1 de junio de 2012 | São Paulo, Brasil               |                    |               |                |
| Business inform Expo   | 6-8 de junio de 2012            | Moscú, Rusia                    | 80 in 2012         | 1,400 in 2012 |                |
| World Expo             | Julio 18-19, 2012               | Las Vegas, Estados Unidos       |                    |               |                |
| RechargExpo            | Sept 13-15, 2012                | Yakarta, Indonesia              |                    |               |                |